# 남해 충렬사
남해 충렬사(南海 忠烈祠)는 대한민국 경상남도 남해군 설천면에 있는 조선시대 임진왜란이 끝나던 해 노량해전에서 순국한 충무공 이순신의 충의와 넋을 기리기 위해 세워진 사당이다. 1973년 6월 11일 대한민국의 사적 제233호 남해충렬사로 지정되었으나, 2011년 현재의 명칭으로 변경되었다.

## 개요
남해 충렬사는 왜란이 끝나던 해 정유재란 노량해전에서 순국한 충무공 이순신의 충의와 넋을 기리기 위해 세워진 사당으로 노량충렬사라고도 한다.
통영의 충렬사와 함께 '충열'이란 현판을 처음부터 같이 사용해 왔으며 인조 때 지어졌다. 충무공이 전사한 후 그의 시신이 한 때 이곳에 모셔졌는데 인조 10년(1632) 유림들이 옛 터에 작은 집을 짓고 제사를 지냈던 것이 최초의 사당이다.
충무공이 순국한지 60년이 되던 효종 9년(1658)에 좁고 초라한 옛집을 헐고 새집을 지었다. 그 후 현종 4년(1663)에 통영 충렬사와 함께 임금이 내려준 현판을 받게 되었다. 이런 사실들을 기록한 충무이공묘비가 사당 곁에 있으며, 비문은 현종 2년(1661)에 송시열이 썼고, 1663년에 박경지 등이 세운 것이다.
옛날에는 이 사당 곁에 호충암이란 암자가 있었는데, 화방사의 승려 10명과 승장 1명이 번갈아 와서 사당을 지켰다고 한다. 또한 공이 죽은 후 자운이란 승려가 공을 사모하여 쌀 수백섬을 싣고 와서 공을 위해서 제사를 지낸 것으로도 유명한데 자운은 원래 충무공의 밑에 있던 승병이었다. 충렬사는 충무공의 노량 앞바다를 지키고 있는 수호신의 사당이라 할 수 있다.
경내에는 비각·내삼문·외삼문·관리사 등이 있고 사당 뒤의 정원에는 충무공의 시신을 임시 묻었던 자리에 묘가 남아 있으며, 1948년 정인보가 쓴 충열사비가 있다.

## 같이 보기
- 이순신
- 통영 충렬사 (사적 제236호)

## 참고 자료
- 남해 충렬사 - 국가유산청 국가유산포털